# Coreoblemus
Coreoblemus is een geslacht van kevers uit de familie van de loopkevers (Carabidae). De wetenschappelijke naam van het geslacht is voor het eerst geldig gepubliceerd in 1969 door Ueno.

## Soorten
Het geslacht Coreoblemus omvat de volgende soorten:
- Coreoblemus miyamai Ueno, 2007
- Coreoblemus namkungi Park, Lafer and Sone, 2002
- Coreoblemus parvicollis Ueno, 1969
- Coreoblemus sejimai Ueno, 2007
- Coreoblemus venustus Ueno, 1969